# European Alliance of Associations for Rheumatology
Die European Alliance of Associations for Rheumatology (deutsch etwa: Europäische Liga gegen Rheuma), kurz EULAR nach der früheren Bezeichnung European League Against Rheumatism, ist eine gemeinnützige wissenschaftliche Organisation mit Sitz in Zürich, die Patienten und Rheumatologen aus europäischen Ländern vertritt. Erklärte Ziele der Organisation sind es, die soziale und individuelle Belastung durch rheumatische Erkrankungen zu senken sowie ihre Vorbeugung, Behandlung und Rehabilitation zu verbessern. Die EULAR publiziert wissenschaftliche Leitlinien, ist Herausgeberin der Fachzeitschrift Annals of Rheumatic Diseases und hält jährlich einen Kongress.